# Жирарден, Дельфина де
Дельфина де Жирарден (фр. Delphine de Girardin, урождённая Ге (Gay), 24 января 1804, Ахен — 29 июня 1855, Париж) — французская поэтесса и писательница; дочь писательницы Софи Ге, жена (c 1831 года) журналиста и издателя Эмиля Жирардена.
В 1822 году, в восемнадцатилетнем возрасте, Дельфина получила за свою поэму премию Французской академии, а в 1824 году вышел её первый сборник «Поэтические опыты», имевший большой успех. В 1826 году король Карл X назначил ей ежегодный пенсион. C 1836 года она публиковала фельетоны в газете Presse, которую издавал её муж.
Согласно «ЭСБЕ», её лучшие произведения: Essais poétiques (4 изд. 1829) и Nouveaux essais poétiques (1825). После выхода замуж она стала писать романы и новеллы: Le lorgnon, Contes d’une vieille fille, Le marquis de Fontagnes, Marguerite и другие. В романе La Canne de M. de Balzac («Трость Бальзака») при помощи трости Бальзак становился невидимым и благодаря этому мог наблюдать различные человеческие нравы, которые переносил на страницы своих многочисленных книг. Большой популярностью пользовались её Lettres parisiennes, напечатанные под псевдонимом Le vicomte de Launay в Presse с 1836 по 1848 год (изданы несколько раз отдельно). На драматическом поприще Жирарден не без успеха выступила с трагедиями Judith, Cléopâtre, комедией Lady Tartuffe, но особенно нравились её грациозные пьесы: C’est la faute du mari (1851) и La joie fait peur (1854). Её Oeuvres complètes вышли в 1860—1861, Poésies complètes — в 1857.

## Публикации на русском языке
- Бабушкины сказки. — СПб., 1834.
  - Часть I
  - Часть II
- Маркиз де Понтанж. — СПб., 1836.
  - Часть I
  - Часть II
- Трость Бальзака. — СПб., 1837.
- Трость Бальзака. — СПб., 1837.
- Лорнет. — СПб., 1839.
- Четыре сказки для детей. — СПб., 1863.